# Habib Ouane
Habib Ouane, ancien ministre malien de l'énergie et de l'eau, est né à Dakar en 1950.
Il est Docteur en Sciences économiques de l'Université Paris 1, diplômé de Sciences-Po (Paris) et licencié ès lettres. Après un passage au Secrétariat général des États d'Afrique, des Caraïbes et du Pacifique (ACP), au centre de développement de l'OCDE et à l'OMVS, Habib Ouane a surtout travaillé  à la CNUCED (Conférence des Nations unies sur le commerce et le développement). D'abord comme Directeur du département pour l'Afrique, les pays les moins avancés et les programmes spéciaux ensuite comme Directeur de cabinet du secrétaire général et de chargé du service des relations extérieures et de la communication, enfin comme Secrétaire executif adjoint du comité chargé des politiques de développement.
Habib Ouane est membre fondateur de la Revue panafricaine de relations internationales et de développement économique et du panel de haut niveau des Nations unies sur le droit au développement. Il parle couramment le français, l'anglais et l'espagnol.

## Sources
- « Ministre de l’Energie et de l'Eau:Habib Ouane»